# Famille de Grolée
Pour les articles homonymes, voir Grôlée.
La famille de Grolée ou Groslée, originaire du Bugey, est une famille éteinte de la noblesse française, d'extraction féodale, dont la filiation remonte au XIIe siècle.
La famille de Grolée s'est éteinte en ligne masculine en 1965, avec le décès de Léon-Marie-Gabriel-Alexandre, marquis de Grolée-Viriville-Sansedoni (né en 1897), mort sans postérité. Le nom a depuis été relevé par adoption par la famille Peyre, non parente.

## Titres
Liste non exhaustive des titres que porta la famille de Grolée suivant les périodes :
- marquis de Bressieux (1612), de Viriville (1639) ;
- comtes de Grolée[1],[2] (1580), de Marchastel[3], de Peyre, de Viriville (1569) ;
- barons de Sandrans, de Viriville (1560) ;
- seigneurs d'Aromas, de Châbons, de Chanas, de Châteaufort, de Châteauvillain, de Corveissiat[4],[5], de Groslée, de Montrevel, de Neyrieu (Saint-Benoît), de Saint-André.

## Histoire
La famille serait originaire du château éponyme, situé dans l'actuel département de l'Ain. Il aurait été construit au XIIe siècle puis restauré au XVe et XVIe siècles. Au XVIIIe siècle, il est démantelé et il n'en reste que le donjon.
La première mention d'un membre de cette famille est Jacques de Groslée, sénéchal de Lyon, qui vivant en 1180,. Il est à l'origine de la fondation du couvent de Saint-Bonaventure, à Lyon (couvent des Cordeliers), et c'est en son souvenir qu'une des rues de la ville porte le nom de Grolée.
La seigneurie de Groslée fut vendue par Antoine de Grolée au duc Amédée VIII de Savoie qui la donna à Pierre de Bourbon (l'époux de sa petite-fille maternelle Anne de Beaujeu). Vers 1420, les Grolée héritèrent de  la baronnie de Bressieux, quatrièmes des anciennes baronnies du Dauphiné, par le mariage d'Alix de Bressieux et de Guillaume de Grolée. En 1455, Jean de Grolée, chanoine de Lyon, s'accorde avec Pierre de Bourbon pour qu'il lui revende la seigneurie de Groslée.
Comme toutes les familles nobles, les Grolée avaient de nombreux droits, tels que celui de bac sur le Rhône au port de Grolée en Bugey, ou de péage dans la seigneurie de Rossillon.
Les dépendances du comté de Grolée (érigé en 1580 en faveur de Claude de Grolée, par le duc de Savoie) sont Lhuis, Ordonnaz ou encore Innimont.
Les Grolée se sont installés ou avaient des possessions en Dauphiné, en Bresse, en Jura, en Languedoc, etc. Ils donnèrent de nombreux  sénéchaux, des chanoines-comtes de Lyon, abbés et religieuses, des chevaliers des Ordres du Roi, de l'Ordre de l'Annonciade, des chambellans des ducs de Savoie, des militaires, un Gouverneur militaire de Lyon, (Humbert de Grolée), et de Montélimar, etc. et ils jouèrent un rôle important, notamment dans le  Lyonnais.
La branche aînée des seigneurs de Grolée s'éteint en 1620 avec le dernier enfant mâle, fils du chevalier Pierre-Pompée de Grolée, comte de Grolée. Une des filles de ce dernier, Marie-Claire de Grolée, voit son époux Joachim du Cros relever le nom et les armes de la famille Grolée, donnant naissance aux du Cros de Grolée,. Selon Gustave de Rivoire de La Bâtie, la famille du Cros de Grolée serait tombée « dans celle de Barral-Montferrat un peu avant la Révolution de 1789 ».
Claude-François de Grolée, comte de Viriville meurt en 1714, sans postérité. Avec lui s'éteint, en ligne masculine la branche de Virville. Ses biens passent à sa sœur Jeanne-Anne-Magdelaine de Grolée de Viriville, épouse de François Olivier de Senozan.

## Héraldique
| Armes de la famille de Grolée | Les armes de la famille de Grolée se blasonnent ainsi : Gironné d'or et de sable de huit pièces, Devise des Grolée est : "Je suis Grolée", Cimier : une queue de paon d'or. Supports : deux anges au naturel. |

La branche des comtes de Grolée s'éteint en 1620.
Branches
- Grolée, seigneurs de Châteaufort

François de Grolée (vivant en 1579), marié à Claudine de Montluel, acquiert, en 1586, par arrêt du Sénat de Savoie, le château de Châteaufort et donne naissance à cette branche.
Branche tombée en quenouille, vers 1670, ses biens passant à la famille de Mareste.
- Grolée, seigneurs de Mépieu, Bouvesse et Saint-Romain.

Gironné d'argent et de sable de huit pièces, le premier giron de sable chargé d'un croissant montant d'or.
Branche des seigneurs de Mépieu, installée en Dauphiné. Seigneurs de Bouvesse et Saint-Romain, en 1646. Éteinte au XVIIe siècle, dans la famille Joly de Choin.
- Grolée-Meuillon ou Grolée-Mévouillon

Branche des Grolée-Meuillon ou Mévouillon ou encore Mévillon, marquis de Bressieux, quatrièmes barons de Dauphiné. Passée par mariage à la famille de Grolée en 1427. Éteinte au XVIIe siècle
L'historien Joseph Roman (1888) indique que le nom vient de l'héritage de Guillaume de Mévouillon ou Meuillon (1425), sénéchal de Beaucaire. Ce dernier ne relève pas de la famille des barons de Mévouillon, mais il est issu de la famille de la Chaup qui a repris (vers 1290) le nom d'une branche de la famille baronnale. Le titre de marquis de Bressieux et les terres qui y sont attachées passent à une cousine germaine, puis à son époux qui appartient aux La Baume de Suze.
- Grolée-Bressieux.

Gironné d'argent et de sable de huit pièces
Support et cimier : trois lions d'or, lampassés de gueules
- Grolée-Virville, comtes et marquis de Virville.

Gironné d'argent et de sable de huit pièces, brisé en cœur d'une couronne [de marquis] d'or,.
Branche des Grolée-Virville éteinte en 1714. Passe par mariage à la famille de Senozan. Puis au XXe siècle dans la famille Lepri di Rota. Une partie de cette branche s’installa en Italie au château de Podernovo, près de Florence, où on les voit jusqu'au XXe siècle, représentés par l'avocat florentin Léon-Marie-Gabriel-Alexandre de Grolée-Virville, marquis de Grolée-Virville-Sansedoni, décédé en 1965, sans postérité. Avec lui s'éteint la famille de Grolée.
- Seigneurs de Gerboules et de Chapeaucornu

Éteinte
- Seigneurs de Charray, Passins, Cousance et Bouvesse

Voir branche de Châteauvilain. Éteinte
- Seigneurs de Saint-André-de-Briord

Éteinte
- Grolée de la Combe et de la Forcatière

Éteinte
- des Boches (branche naturelle)

Éteinte
- Cros de Grolée.

Ecartelé d'azur à la fasce d'or, accompagnée en chef de deux croisettes d'argent et en pointe d'une étoile d'or, qui est de Cros, et de Grolée (gironné d'or et de sable de huit pièces).
Famille relevant le nom de la branche aînée (voir section « Historique »).

## Personnalités

### Laïcs
- Jacques de Groslée, sénéchal de Lyon pour l’archevêque-comte, en 1180[6],[7],[20].
- Jean de Grolée, participe à la bataille de Varey, en 1326.
- Jean de Grolée († v. 1383-84), fils de Gui Ier, chevalier au service du dauphin, bailli de Faucigny et châtelain de Bonneville (1342), participe à la croisade en Orient (1345-47), participe à la bataille des Abrets (1354), bailli de Mâcon et sénéchal de Lyon (1358)[20].
  - Guillaume, son fils , épouse (v. 1420) Alix de Bressieux, héritière de la seigneurie de Bressieux, en Dauphiné[20].
- Gui II de Groslée (vivant en 1385), frère de Jean[20], chevalier[21].
  - André de Groslée[20].
    - Humbert de Grolée († 1434), seigneur de Passins, sénéchal et capitaine de Lyon[22].
    - Philibert, son fils, suppléant du successeur d'Humbert, Théodore de Valpergue, à la fin des années 1440[22].
- Antoine de Groslée (vivant en 1420), descendant de Jacques, marié à Catherine de Palagninil, dont deux filles. Il vend la seigneurie de Groslée au comte Amédée VIII de Savoie.
- Jacques II de Groslée (vivant en 1455), neveu de Jean, bailli du Bugey[23], seigneur de Lhuis.
- Pierre de Grôlée (†fin du XVIe), seigneur du Villard, mort, à la fin du XVIe[24],[25], probablement sans descendant, car le fief retourne à la Maison de Savoie.
- François de Grolée (vivant en 1579)[16], marié à Claudine de Montluel. Il acquiert, en 1586, par arrêt du Sénat de Savoie, le château de Châteaufort et donne naissance à la branche des seigneurs de Châteaufort.
- François de Grolée (vivant en 1625), gouverneur de Montélimar et de Nyons en 1625[26].
- César de Grolée de Virville (vivant en 1649 et encore cité en 1663), Grand-Prieur de la Langue d'Auvergne de l'Ordre de Saint-Jean de Jérusalem de 1649 à 1663.

### Ecclésiastiques
- Six chanoine-comte de Saint-Jean de Lyon : Guy (1318) ; Aymar (1406) ; Jean (1417, pourvu par le pape, finalement en 1425) ; Pierre (1419) ; Humbert (1446) et Jean (1450, † 1458)[27].
- Abbés de Bonnevaux : Méraud de Grolée de Meuillon (1467-1481) ; Jacques II de Grolée de Meuillon (1483-1499) ; Charles I de Grolée de Meuillon (1499-1504) ; Louis Ier de Grolée de Meuillon (1504-1512) ; Louis II de Grolée de Meuillon (1512-1517) ; Annet de Grolée de Meuillon (1538-1552) et Aymat-Antoine de Grolée de Meuillon (1552-1557).
- Jean de Grolée (1401-1459), fils de Guy, chanoine de Lyon (1417, admis 1425), de Lausanne (1426), prévôt (prieur commendataire) du Grand-Saint-Bernard (1439), vice-chancelier du pape Félix V (Amédée VIII), prieur commendataire de Saint-Victor de Genève (1445-1459)[28].
- Méraud de Grolée, prieur de Pommiers-en-Forez (vers 1465).
- Richarde de Grolée, prieure de Salettes (1463-1485)[29].
- Jean-Philippe de Grolée (v. 1504 † 1550), fils du chambellan Jacques de Grolée, archevêque comte-prince de Tarentaise (1516-1559)[30], aumônier du Roi[31].
- Claudine de Grolée, prieure de Salettes (1563-1564)[29].
- Claudine de Grolée, abbesse de Vernaison (1616-1669)[32].

## Possessions
Liste non exhaustive des possessions tenues en nom propre ou en fief de la famille de Grolée :
- château de Bressieux, à Bressieux (1420-1588) ;
- château de Châteaufort, à Motz (1586-?) ;
- château de Groslée, à Groslée (vers 1180-1420) puis (avant 1455-avant 1657) ;
- château de Juis[33],[34], à Savigneux ;
- château de la Baume[35], à Prinsuéjols ;
- château de Neyrieu, à Saint-Benoît (au XIIIe siècle) ;
- château de Saint-André, à Briord (1385-?) ;
- château du Villard, à La Chapelle-Saint-Martin (XIIIe siècle-fin du XVIe)[36].
- château d'Hauteville, à Hauteville (par mariage en 1570-1602[37]).